# قصر الملك فيصل (المعذر)
قصر الملك فيصل (أو قصر المعذر نسبةً للحي الذي بُني به القصر). يقع القصر في الجانب الشمالي الشرقي لقصر الملك سعود (الناصرية).
وبمناسبة انتهاء بناء قصر الملك فيصل فقد دعا والده لحفلة شاي بالمعذر وذلك في اليوم السابع والعشرون من شهر شعبان عام 1371هـ/1952م.

أما برنامج الملك فيصل في القصر فكان يستيقظ في الثلث الأخير من الليل ليتهجد ويتلو ما تيسر له من القرآن الكريم حتى يُؤذن لصلاة الفجر، ليذهب بعدها للصلاة في مسجده جماعةً، ثم يعود إلى مكتب قصره ليمارس مهام عمله ويستقبل المواطنين. وقد شهد قصره توقيع العديد من عقود اعتماد سفراء الدول، كما شهد استقبال وتكريم عدد من رؤساء الدول.

دعوة الأمير فيصل لوالده الملك عبد العزيز (قصاصة الخبر من صحيفة البلاد).

أقيمت في قصر الملك فيصل بالمعذر العديد من الفعاليات الفنية منها معرض (من أديم الوطن) للأمير خالد الفيصل عام 2017م. كما أقامت كارتييه Cartier أمسية خاصة في قصر المعذر في فبراير 2019م لعرض أحدث مجموعاتها من المجوهرات الفاخرة.

صورة لقصر الملك فيصل (المعذر) من الخارج تحت الترميم

وفي 2024 وافق خادم الحرمين الشريفين الملك سلمان بن عبد العزيز آل سعود، على مشروع ترميم وتحويل قصر الملك فيصل إلى متحف ومزار سياحي ثقافي تعليمي، بمسمى "متحف الفيصل" في حي المعذر بالعاصمة الرياض.